# Działalność gospodarcza
Działalność gospodarcza – forma aktywności przedsiębiorców działających na rynku.

## Definicje prawne
W prawie Unii Europejskiej działalność gospodarcza obejmuje wszelką działalność producentów, handlowców lub usługodawców, włącznie z górnictwem, działalnością rolniczą i wykonywaniem wolnych zawodów lub uznanych za takie. Za działalność gospodarczą uznaje się w szczególności wykorzystywanie, w sposób ciągły, majątku rzeczowego lub wartości niematerialnych w celu uzyskania z tego tytułu dochodu.
W prawie polskim funkcjonuje kilka definicji działalności gospodarczej.
W Prawie przedsiębiorców: zorganizowana działalność zarobkowa, wykonywana we własnym imieniu i w sposób ciągły. W uchylonej ustawie o swobodzie działalności gospodarczej: zarobkowa działalność wytwórcza, budowlana, handlowa, usługowa oraz poszukiwanie, rozpoznawanie i wydobywanie kopalin ze złóż, a także działalność zawodowa, wykonywana w sposób zorganizowany i ciągły.
Ustawa o podatku dochodowym od osób fizycznych: działalność zarobkowa (wytwórcza, budowlana, handlowa, usługowa; lub: polegająca na poszukiwaniu, rozpoznawaniu i wydobywaniu kopalin ze złóż; lub: polegająca na wykorzystywaniu rzeczy oraz wartości niematerialnych i prawnych), prowadzona we własnym imieniu bez względu na jej rezultat, w sposób zorganizowany i ciągły, z której uzyskane przychody nie są zaliczane do innych przychodów ze źródeł wymienionych w art. 10 ust. 1 pkt 1, 2 i 4–9.
W ustawie o VAT: działalność gospodarcza obejmuje wszelką działalność producentów, handlowców lub usługodawców, w tym podmiotów pozyskujących zasoby naturalne oraz rolników, a także działalność osób wykonujących wolne zawody, również wówczas, gdy czynność została wykonana jednorazowo w okolicznościach wskazujących na zamiar wykonywania czynności w sposób częstotliwy. Działalność gospodarcza obejmuje również czynności polegające na wykorzystywaniu towarów lub wartości niematerialnych i prawnych w sposób ciągły dla celów zarobkowych.
Jeszcze inaczej definiuje działalność gospodarczą m.in. ustawa o systemie ubezpieczeń społecznych: za osobę prowadzącą pozarolniczą działalność uważa się osobę prowadzącą pozarolniczą działalność gospodarczą na podstawie przepisów o działalności gospodarczej lub innych przepisów szczególnych, twórcę i artystę, osobę prowadzącą działalność w zakresie wolnego zawodu, wspólnika jednoosobowej spółki z o.o., spółki jawnej, komandytowej lub partnerskiej, osobę prowadzącą publiczną lub niepubliczną szkołę, inną formę wychowania przedszkolnego, placówkę lub ich zespół.

## Podział

### Dochodowość
- nastawienie na przynoszenie dochodu – prowadzą ją przede wszystkim przedsiębiorstwa prywatne,
- nastawienie na osiąganie innych korzyści ekonomicznych – prowadzą ją m.in. przedsiębiorstwa komunalne, których głównym celem jest jak najlepsze zaspokajanie potrzeb społeczności lokalnej,
- nastawienie na osiąganie innych korzyści (działalność non-profit) – działalność, która ma przynosić korzyści takie jak rozwój przedsiębiorczości, nauka, szkolenie, pomoc chorym. Taka działalność nie może generować przychodu właścicielowi, dlatego jest prowadzona najczęściej w formie fundacji.

### Jednoosobowa działalność gospodarcza
Jednoosobową działalność gospodarczą prowadzą osoby fizyczne na własną rękę jako przedsiębiorcy. W celu rozpoczęcia działalności gospodarczej można wysłać elektronicznie wniosek o wpis do Centralnej Ewidencji i Informacji o Działalności Gospodarczej (CEIDG), tak zwanego spisu przedsiębiorców. Po złożeniu wniosku następuje wpis do ewidencji, nadanie numeru NIP, nadanie numeru REGON oraz zgłoszenie przedsiębiorcy jako płatnika składek do ZUS. Przedsiębiorca prowadzący działalność gospodarczą objęty jest obowiązkowo ubezpieczeniami: emerytalnym, rentowymi, wypadkowym i zdrowotnym. Ubezpieczenie chorobowe jest dobrowolne.

### Swoboda działalności
- działalność regulowana – której wykonywanie wymaga spełnienia warunków określonych szczególnymi przepisami prawa[8], m.in. działalność w zakresie[9]:
  - poszukiwania i wydobywania kopalin ze złóż,
  - wytwarzania i obrotu materiałami wybuchowymi, a także bronią i amunicją,
  - wytwarzania i obrotu paliwami oraz energią,
  - usług detektywistycznych[10],
  - ochrony osób i mienia,
  - rozpowszechniania programów radiowych i telewizyjnych,
  - przewozów lotniczych, drogowych i kolejowych,
  - prowadzenia kasyna gry,
  - kupna i sprzedaży wartości dewizowych oraz pośrednictwa w ich kupnie i sprzedaży[11],
  - działalność w zakresie związku sportowego[12],
  - prowadzenia indywidualnej praktyki lekarskiej; indywidualnej specjalistycznej praktyki lekarskiej albo grupowej praktyki lekarskiej[13],
  - prowadzenia stacji kontroli pojazdów[14].
- działalność nieregulowana – którą można prowadzić według przepisów ogólnych.